# Mathilde de Boulogne
Pour les articles homonymes, voir Mathilde de Boulogne (homonymie).
Mathilde de Boulogne (vers 1103, Boulogne – 3 mai 1152), est comtesse de Boulogne de 1125 à 1146 de jure, et par mariage comtesse de Mortain, duchesse de Normandie et reine d'Angleterre. Elle est une actrice effective et vigoureuse dans le conflit qui oppose son mari Étienne d'Angleterre à Mathilde l'Emperesse.

## Biographie
Elle est la fille d'Eustache III († v. 1125), comte de Boulogne, et de la princesse Marie d'Écosse, elle-même fille de Malcolm III d'Écosse et de Sainte Marguerite d'Écosse. Elle est parente des rois de Jérusalem, des rois d'Écosse et des comtes de Flandre. Elle descend directement de Charlemagne par son père, et d'Æthelred le Malavisé par sa mère.
En 1125, elle épouse Étienne de Blois (vers 1096-1154), comte de Mortain. Ce mariage apporte à Étienne une richesse considérable, bien que, en tant que protégé d'Henri Ier d'Angleterre, il soit déjà très riche. Mais elle lui apporte surtout une énergie et une détermination dont Étienne manque souvent. 
Son père, Eustache III, abdique en sa faveur et se retire dans la vie monastique tout de suite après le mariage. Elle lui succède donc à la tête du comté de Boulogne, et hérite d'un large fief en Angleterre centré sur l'Essex. Elle dirige ce comté conjointement avec son mari jusqu'en 1146-1147, date à laquelle il est transmis à leur fils Eustache. 
À la mort du roi d'Angleterre Henri Ier en 1135, Étienne s'empare du trône promis à sa cousine Mathilde l'Emperesse. Il devient donc duc de Normandie et roi d'Angleterre. Mathilde sera alors toujours désignée comme reine d'Angleterre, bien qu'il n'existe aucune preuve qu'elle ait été formellement couronnée. Elle s'implique fortement dans la gestion du royaume. Sa connaissance de la géopolitique continentale est importante pour Étienne. En tant que comtesse de Boulogne, elle a aussi le contrôle d'une importante flotte et des relations privilégiées avec bon nombre d'acteurs importants sur le continent. C'est par son entremise que Guillaume d'Ypres et ses mercenaires flamands entrent au service de son mari.
La guerre civile entre les partisans du roi et ceux de Mathilde l'Emperesse (le parti angevin) s'ensuit et dure pratiquement tout le règne d'Étienne. En 1138, elle dirige le siège du château de Douvres qui est tenu par des rebelles, menés par Vauquelin Maminot, soutenant l'Emperesse. Elle demande à ses vassaux de Boulogne de bloquer le port de Douvres, obligeant la garnison à se rendre. À la Noël 1138, elle reprend le processus de paix entre l'Écosse et l'Angleterre qui s'éternisait. Elle mène les négociations, au nom de son mari, avec son oncle David Ier d'Écosse. Les termes du traité de Durham sont ratifiés le 9 avril 1139.
En 1140, elle arrange une alliance avec la France en mariant son fils Eustache à Constance, la fille de Louis VI. Lors de la conférence de Bath elle discute des perspectives de paix avec Robert de Gloucester. 
Après la capture d'Étienne, à la bataille de Lincoln, elle prend la tête de son parti, aidée par le capitaine de ses mercenaires Guillaume d'Ypres. Son rôle est crucial dans le sauvetage de la cause de son mari : elle persuade Geoffrey de Mandeville et d'autres barons de revenir dans son camp ; elle réussit à faire revenir son beau-frère Henri, évêque de Winchester dans le camp de son frère, ; elle s'attire les faveurs des Londoniens, qui se retournent contre l'Emperesse et la chassent, alors que celle-ci est incapable de concrétiser sa position de force sur le royaume en se faisant couronner,. 

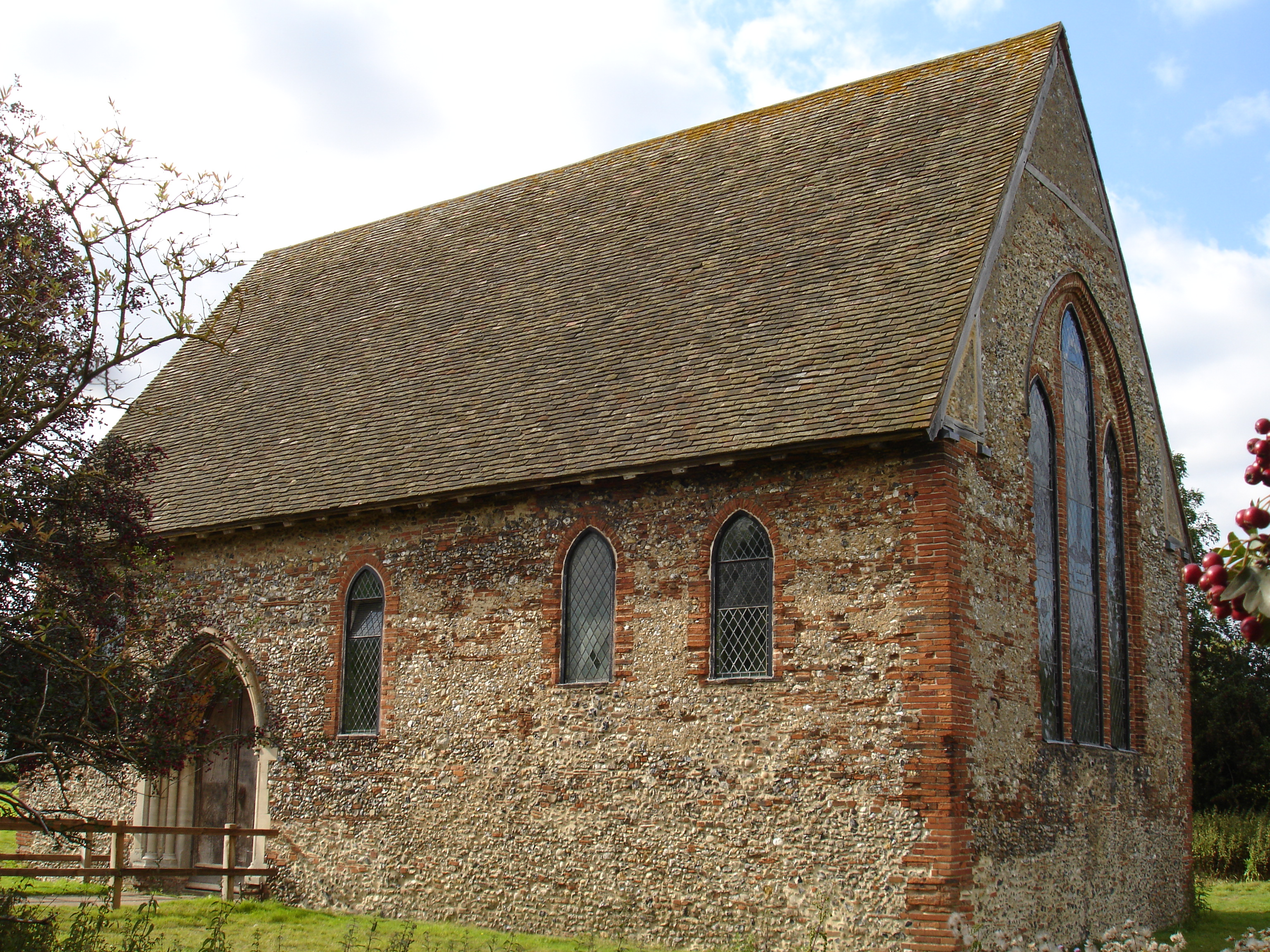
Abbaye de Coggeshall qu'elle fonde en 1140.

Quand Henri de Blois est assiégé à Winchester, elle rallie ses troupes et assiège les assiégeants. Après la bataille de Winchester qui s'ensuit, Robert de Gloucester, le capitaine du parti angevin, est capturé. Son mari est échangé quelques mois plus tard avec Robert de Gloucester. Plus tard, elle essaie d'assurer la succession sur le trône de son fils en le faisant couronner. Quand l'archevêque de Cantorbéry Thibaut du Bec s'y oppose, il est expulsé d'Angleterre. Elle lui fournit un refuge à Saint-Omer. Son influence lui permet d'obtenir du pape la permission de couronner Eustache.
Dans les dernières années de sa vie, elle se consacre à la vie religieuse. Elle est une bienfaitrice des templiers et permet l'installation des premiers chanoines arrouasiens en Angleterre. Ses réalisations principales, conjointement avec Étienne, sont la fondation de l'abbaye clunisienne de Faversham (Kent, vers 1148) et l'abbaye cistercienne de Coggeshall (Essex, 1140). Elle fonde aussi le couvent de Lillechurch pour sa fille Marie de Blois, l'hôpital de Sainte-Catherine près de la Tour de Londres. Marie devra quitter les ordres pour reprendre l'héritage familial.
Elle tombe malade en avril 1152 au château de Hedingham (Essex), et y meurt le 3 mai. Elle est inhumée à l'abbaye de Faversham.

## Famille et descendance
Avant 1125, elle épousa Étienne de Blois (vers 1096 – 1154), comte de Mortain puis roi d'Angleterre et duc de Normandie. Ils eurent pour enfants (ordre proposé par Edmund King) :
- Marie de Blois (1131-1182), nonne, puis comtesse de Boulogne, mariée de force à Mathieu de Lorraine († 1173) ;
- Eustache de Blois (v. 1129-1153), comte de Boulogne ;
- Baudouin de Blois († vers 1136/37) ;
- Guillaume de Blois († 1159), comte de Boulogne et de Surrey ;
- Mathilde (Mahaut) de Blois († avant 1141), fiancée en 1136 au comte Galéran IV de Meulan.

### Sources
- (en) Marjorie Chibnall, « Matilda [Matilda of Boulogne] (c. 1103–1152) », dans Oxford Dictionary of National Biography, Oxford University Press, 2004 (lire en ligne ).
- (en) Heather J. Tanner, « Matilda of Boulogne: Indispensable Partner », dans Aidan Norrie, Carolyn Harris, J.L. Laynesmith, Danna R. Messer, Elena Woodacre, Norman to Early Plantagenet Consorts. Power, Influence, and Dynasty, Palgrave Macmillan, 2023 (DOI https://doi-org/10.1007/978-3-031-21068-6_6), p. 99-118.
- « Mathilda of Boulogne », Christopher Tyerman, Who's Who in Early Medieval England, 1066-1272, Shepheard-Walwyn, 1996 (ISBN 0856831328), p. 134-135, Utilise pour source : R. H. C. Davis, King Stephen, 1967.
- (en) Comtes de Boulogne sur Medieval Lands.